# Michael Hindley
Michael Hindley este un om politic britanic, membru al Parlamentului European în perioadele 1984-1989, 1989-1994 si 1994-1999 din partea Regatului Unit.
1. 1 2  Deputații în Parlamentul European